# Brinton
Brinton är en civil parish i Storbritannien.   Den ligger i grevskapet Norfolk och riksdelen England, i den sydöstra delen av landet, 170 km nordost om huvudstaden London. Antalet invånare är 229. Arean är 6,1 kvadratkilometer.
Terrängen i Brinton är platt.